# ダーウィニズム
ダーウィニズム（英: Darwinism）またはダーウィン主義（ダーウィンしゅぎ）とは、チャールズ・ダーウィンに始まる進化の研究に関わるさまざまな現象や概念に対して用いられる語で、用語の意味は時と共に変わり、また誰がどのような文脈で用いるかによっても変わる。
この用語は1860年にトマス・ヘンリー・ハクスリーが造り、進化論という概念に初期のスペンサー説とマルサス説を含む意味で使用した。19世紀後半にはラマルキズムと対比的に、自然選択が進化の原動力であると見なす立場を指す語となった。1900年頃にはメンデル遺伝学が発展し、ダーウィン主義は失墜したが、20世紀中頃に集団遺伝学が自然選択説と遺伝学を結び付け、進化論の現代的総合が起こるとダーウィン主義は再評価された。総合説の発展に伴い、再び異なる複数の意味で用いられるようになった。

## 19世紀のダーウィン主義
1859年以前は、ダーウィン主義はエラズマス・ダーウィンの研究に言及するときに用いられた。現在理解されている意味で用いられたのは、1860年4月のウェストミンスター・レビューでトマス・ヘンリー・ハクスリーがチャールズ・ダーウィンの研究をそう呼んだときからである。ダーウィン主義はすぐに生物学と社会学で進化の概念を指す語となった。哲学者ハーバート・スペンサーがダーウィン以前に提唱していた用語、「適者生存」と結び付けられた。もっともスペンサーの進化の理解はダーウィンのものよりもジャン＝バティスト・ラマルクの説に近い。現在社会ダーウィン主義と呼ばれているものは、当時はダーウィン主義と同義だった。もう一つはフランシス・ゴルトンの用法で、文化は人々をより良くすることが出来ず、「劣った」人々は「優れた」人々に置き換えられることが望ましいとする、優生学の基盤となった。
ダーウィンの時代にはダーウィン主義という用語の明確な定義がなかった。ダーウィンの本来の理論の賛成者も、反対者もそれぞれが望む意味で「ダーウィン主義」を使用した。エルンスト・ヘッケルはドイツでダーヴィニスムスと呼ばれる概念を提唱したが、スペンサーやゴルトンと同じようにダーウィンの理論とは表面的な類似性しか持っていなかった。
ダーウィンの考えに結び付けられたこれらの概念に対する反動はすぐに広まった。1886年にアルフレッド・ラッセル・ウォレスはアメリカ全土で講演旅行を行った。ニューヨークからボストン、ワシントン、カンザス、アイオワ、ネブラスカを経てカリフォルニアまで到達した。ウォレスは「ダーウィン主義」がそれらの政治的な含意を持たないことを力説した。またウォレスは著書『ダーウィン主義』で自然選択説を擁護し、普及と理解に努めた。

## 現代の用法
ダーウィン主義は現在の生物学の世界でも複数の異なる意味に使われる。単に総合説、新ダーウィン主義を指す場合もあれば、新ダーウィン主義と対比的にダーウィンが提唱したオリジナルの学説を指す語としても用いられる。また遺伝子拡散や遺伝的浮動など新しい概念、中立進化と比較して、自然選択やその結果として起こる適応進化を指す場合にも使われる。適応進化はダーウィン主義的進化と呼ばれることもある。またラマルキズムや跳躍説、定向進化説などの他の進化の概念と対比して用いられることもある。
非生物学者からは通俗的に、進化に関する理論や概念全てを指す用語として用いられることがある。なお、ダーウィニズムを象徴するダーウィンの言葉として「最も強い者が⽣き残るのではなく最も賢い者が⽣き延びるのでもない。 唯⼀⽣き残ることが出来るのは変化できる者である。」という言葉が紹介されることがあるが、ダーウィン自身の発言や『種の起源』に該当する言葉はなく、経営学者メギンソンの解釈が流布したものである。
また米国ではダーウィン主義は否定されたと主張する理論（キリスト教根本主義の創造論）の右翼勢力が根強く、創造論を支持する人からはダーウィン主義/ダーウィニストは不道徳者、不信心者といった蔑視的な意味合いで用いられることがある。他の多くの国々、例えばイギリスではそのような意味合いはない。

## 自然選択
ダーウィン主義の根幹となるのは自然淘汰（自然選択）という作用である。生物が住む環境には生物を養う資源（食物、営巣地など）が有限にしかないので、その環境で子孫を残すのに有利な性質を持った種族とそうでない種族とでは、必然的に有利なものが残って繁栄することになる。有利な性質を持っていることを適応していると表現し、適応していることが繁栄につながることを適者生存と表現する。この作用が自然淘汰である。
もっとも、個体変異に選択をかけても、特定の形質のものが残るだけで新たな形質の個体が生まれるわけではない。そこで、ここに突然変異を組み込み、そうしてできた新たな遺伝子を含む個体群に選択がかかることで進化が進んでゆくという考えを新ダーウィン主義という。進化に関してはそれ以後も隔離説など様々な説が提唱されたが、それらの多くは必ずしも自然選択説とは相容れないものではなかったため、自然選択説にそれらを取り入れた形の考えが現在の主流であり、これを進化の総合説（総合説）というが、ほぼ新ダーウィン主義と同義に扱われる。
一方で、繁殖の有利さには関係しないような変化も偶然浮動によって蓄積し、種の多様性を生んでいるのではないかという観点からの研究も進められている。これは中立進化説と呼ばれるが、ダーウィン主義と対立する概念ではない。ダーウィン主義は、繁殖の有利さに差がついた場合を対象としているものなのである。
現在の総合学説では進化の原動力として生殖的隔離や倍数化、雑種形成なども視野に入れ、元々の新ダーウィン主義から理論の枠組みが大幅に拡張されている。さらにこの考え方を推し進め、自然選択は進化において補佐的なものにすぎないという見方もある。例えばブライアン・グッドウィンは発生的制約は強力なため自然選択が働く余地はほとんどないと考えている。これに対して、あくまでも自然選択が進化の主要な原動力であると考える立場を、特にダーウィニストと呼ぶ場合もある。